# Megischius limbicollis
Megischius limbicollis is een keversoort uit de familie glanzende bloemkevers (Phalacridae). De wetenschappelijke naam van de soort werd in 1896 gepubliceerd door Francisque Guillebeau.